# 모양 (바둑)
모양은 돌의 배열 형태로, 두 개 이상의 돌이 연결되어 세력을 이루는 집단의 대형이다. 군사용어인 진형에 비유되며, 돌의 모양은 전투력과 밀접한 관련이 있다. 돌과 돌의 연결이 잘 되어 있어 발전성이 풍부하면 좋은 모양이고, 돌이 뭉쳐있거나 분열되어 힘을 쓰지 못하면 나쁜 모양이다. 바둑돌이 놓여진 형태를 주변과 조화를 이루는, 좋은 모양으로 만드는 것을 모양갖추기라고 한다.